# Tramway de Krasnotourinsk
 (décembre 2023).
Si vous disposez d'ouvrages ou d'articles de référence ou si vous connaissez des sites web de qualité traitant du thème abordé ici, merci de compléter l'article en donnant les références utiles à sa vérifiabilité et en les liant à la section « Notes et références ».
Le tramway de Krasnotourinsk est le réseau de tramways de la ville de Krasnotourinsk, dans l'oblast de Sverdlovsk, en Russie. Le réseau est composé de deux lignes. Il a été officiellement mis en service le 15 janvier 1954.